# كلود باركر
كلود باركر (بالإنجليزية: Claude Barker)‏ هو سياسي أسترالي، ولد في 1897، وتوفي في 1961. انتخب عضو الجمعية التشريعية لأستراليا الغربية.